# Індекс цитувань
Індекс цитувань — тип бібліографічного індексу, індекс цитування, який допомагає читачеві швидко встановити які з раніших документів цитують пізніші документи. Це ключовий показник, що широко використовується в усьому світі для оцінки роботи дослідників і наукових колективів.

## Загальна характеристика
Інструмент, що оцінює вплив вченого або організації на світову науку, визначає якість проведених наукових досліджень.
Іноді трактується як реферативна база даних наукових публікацій, що індексує посилання, зазначені в пристатейних списках цих публікацій і надає кількісні показники цих посилань (такі як сумарний обсяг цитування, індекс Гірша, I10-індекс та ін.) Статистичні дані щодо індексу цитувань відомих вчених світу представлені в Science Citation Index (SCI) та Journal Citation Reports (JCR), що випускаються Інститутом наукової інформації (англ. Institute for Scientific Information, ISI), який знаходиться в м. Філадельфія (США).
- Індекс цитування (Science Citation Index, — SCI), система Філадельфійського інституту наукової інформації, в основу якої покладені зв'язки між документами по прямих, зворотних і перехресних посиланнях (цитуванню).

Система для обчислення SCI (або його інтернет-версія ISI Web of Knowledge) містить бібліографічні описи всіх статей з наукових журналів, що входять до переліку JCR, і висвітлює в основному публікації з фундаментальних галузей науки в провідних міжнародних і національних журналах.
- JCR (Journal Citation Reports) — бібліометричний довідник, у якому дається повна і різноманітна статистика цитування наукових журналів, що включає широкий спектр показників використання журналів ученими різних країн. При присудженні грантів, висуванні на наукові премії (включаючи Нобелівську) експерти неодмінно звертають увагу на наявність у здобувача публікацій у журналах, охоплюваних JCR. У комплекті JCR за 2000 рік знаходяться відомості про імпакт-фактори 5684 наукових журналів.

## Негативні наслідки
На думку російського вченого Кирила Єськова[джерело?] масове використання індексу цитування стало однією з причин занепаду наукової дискусії, оскільки будь-яке згадування опонента під час неї автоматично підвищує його індекс цитувань. Відповідно, вигідніше стало ігнорувати наукові погляди, відмінні від власних, аніж боротися з ними.
У 2015 група вчених з Нідерландів опублікувала Лейденський маніфест, що остерігає від надмірного використання індексів цитування в оцінці наукової роботи.
Чимало вчених, зокрема в Росії та Україні мають підвищений рівень самоцитувань, тобто цитувань власних публікацій у своїх наукових працях.

## Бази даних та пошукові системи
- SCOPUS
- Web of Science та Emerging Sources Citation Index
- CiteSeer
- Google Scholar
- Index Copernicus
- Journal Citation Reports
- Microsoft Academic Search
- Український індекс наукового цитування
- Відкритий український індекс наукового цитування
- РІНЦ
- Semantic Scholar
- Slavic Humanities Index